# Nazarius (Heiliger)

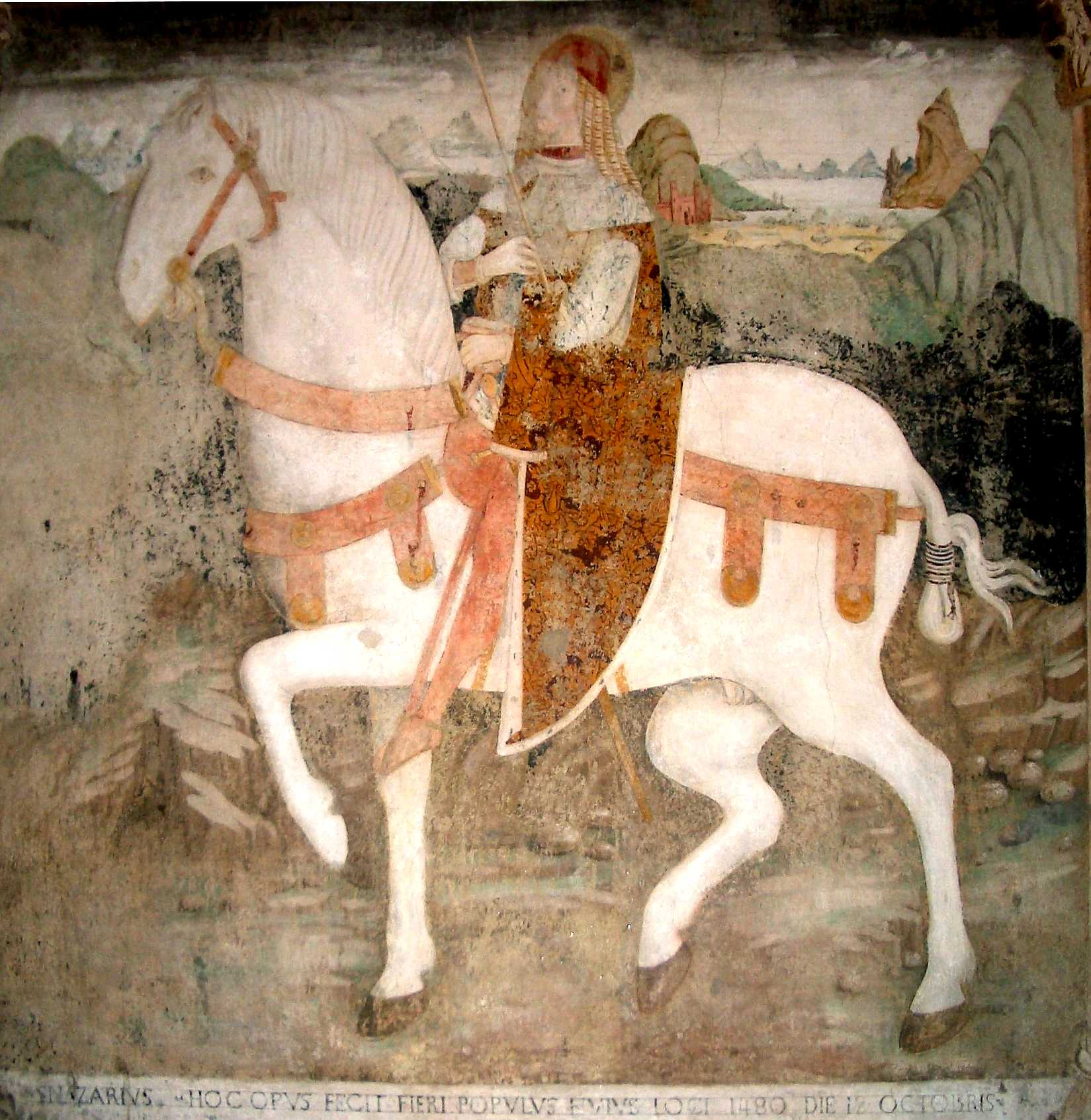
Der hl. Nazarius zu Pferde, Fresko in der Abbazia dei Santi Nazario e Celso, Piemont, Italien

Nazarius war ein römischer Soldat, der zum Christentum übertrat und mit seinem Schüler Celsus in Gallien und Italien wirkte. Emidius (auch Emygdius, ital.: Emidio d’Ascoli), der spätere Bischof der italienischen Stadt Ascoli Piceno und Heilige (Gedenktag 5. August), soll sich durch die Predigten des Nazarius und Celsus (italienisch: Santi Nazario e Celso) zum Christentum bekehrt haben. Infolge der diokletianischen Christenverfolgung starben beide wohl um 304 den Märtyrertod in Mailand. Er wird in den orthodoxen Kirchen, der armenischen und der römisch-katholischen Kirche als Heiliger verehrt.
Der Gedenktag des heiligen Nazarius ist der 28. Juli, in der armenischen Kirche der 7., in den orthodoxen Kirchen der 14. Oktober. Der Auffindung und Übertragung der Gebeine wird am 12. Juni gedacht. Sein Attribut ist das Schwert.

## Auffindung der Gebeine und frühe Verehrung
Der Biograph und Sekretär des heiligen Ambrosius, der Diakon Paulinus von Mailand, berichtet in seiner Vita sancti Ambrosii als Augenzeuge über die Auffindung und Überführung der Gebeine der Märtyrer Nazarius und Celsus. Nach Paulinus fand dies bald nach dem Tode des Kaisers Theodosius I. im Jahre 395 statt, also etwa 90 Jahre nach dem Martyrium:

„Ambrosius ließ den Leib des heiligen Märtyrers Nazarius, der in einem Garten außerhalb der Stadt bestattet war, heben und in die Apostelbasilika, die nahe der Porta Romana liegt, überführen. Wir haben aber in dem Grab, in dem der Märtyrer lag, so frisches Blut gesehen, als wäre es am selben Tag vergossen worden. Auch sein Haupt, das die Ruchlosen abgeschlagen hatten, war so heil und unversehrt an Haupthaar und Bart, als ob er […] gewaschen und gekämmt zu sein schien. Wir spürten auch einen Wohlgeruch, der die Süße aller Düfte übertraf (vita 33).“

Die Gebeine wurden geborgen und auf eine Bahre gelegt. Durch das Gebet des Bischofs und durch Hinweise der Wächter dieser Stätte wurden dann auch die Gebeine des Märtyrers Celsus in demselben Garten aufgefunden. Die Gebeine von Nazarius wurden anschließend in die Apostelbasilika, die auch Basilika Romana genannt wurde, überführt und der heilige Nazarius später zum Mitpatron erhoben (d. i. die Basilica dei Santi Apostoli e Nazaro Maggiore, gemeinhin auch Basilica di San Nazaro in Brolo). Dabei erwähnt Paulinus die Gebeine des Märtyrers Celsus nicht mehr explizit. In besagter Basilika wurde das Reliquiar von San Nazaro, ein silberner Reliquienbehälter aus dem 4. Jahrhundert, gefunden.
Die Verehrung des Heiligen fand ab der Spätantike weite Verbreitung und verschiedene Kirchen in Italien (Rom, Nola, Brescia, Ravenna), Konstantinopel, Nordafrika und Frankreich beanspruchten, Reliquien des Märtyrers zu besitzen. Nach dem Heiligen sind die westfranzösische Hafenstadt Saint-Nazaire und andere Städte in Frankreich und Kanada benannt.

## Translation nach Lorsch und Verehrung in Südwestdeutschland
Als Papst Paul I. – im 8. Jahrhundert von den Langobarden bedroht – die Franken um Hilfe bat, erbat Bischof Chrodegang von Metz vom Papst „Leiber von heiligen Märtyrern“, um Klosterkirchen deren Patrozinien weihen zu können.

„Mit Rücksicht auf die Ergebenheit und die Verdienste Rudgangs (Chrodegang) um die römische Kirche willfahrte der apostolische Priester und übersandte ihm die (Gebeine der) hll. Nazarius, Nabor und Gorgonius durch Willihar, den Bischof von Sedunum (Sitten, Sion — Kanton Wallis), die dann am 15. Mai 764 nach Gorzia (Abtei Gorze) übertragen wurden.“

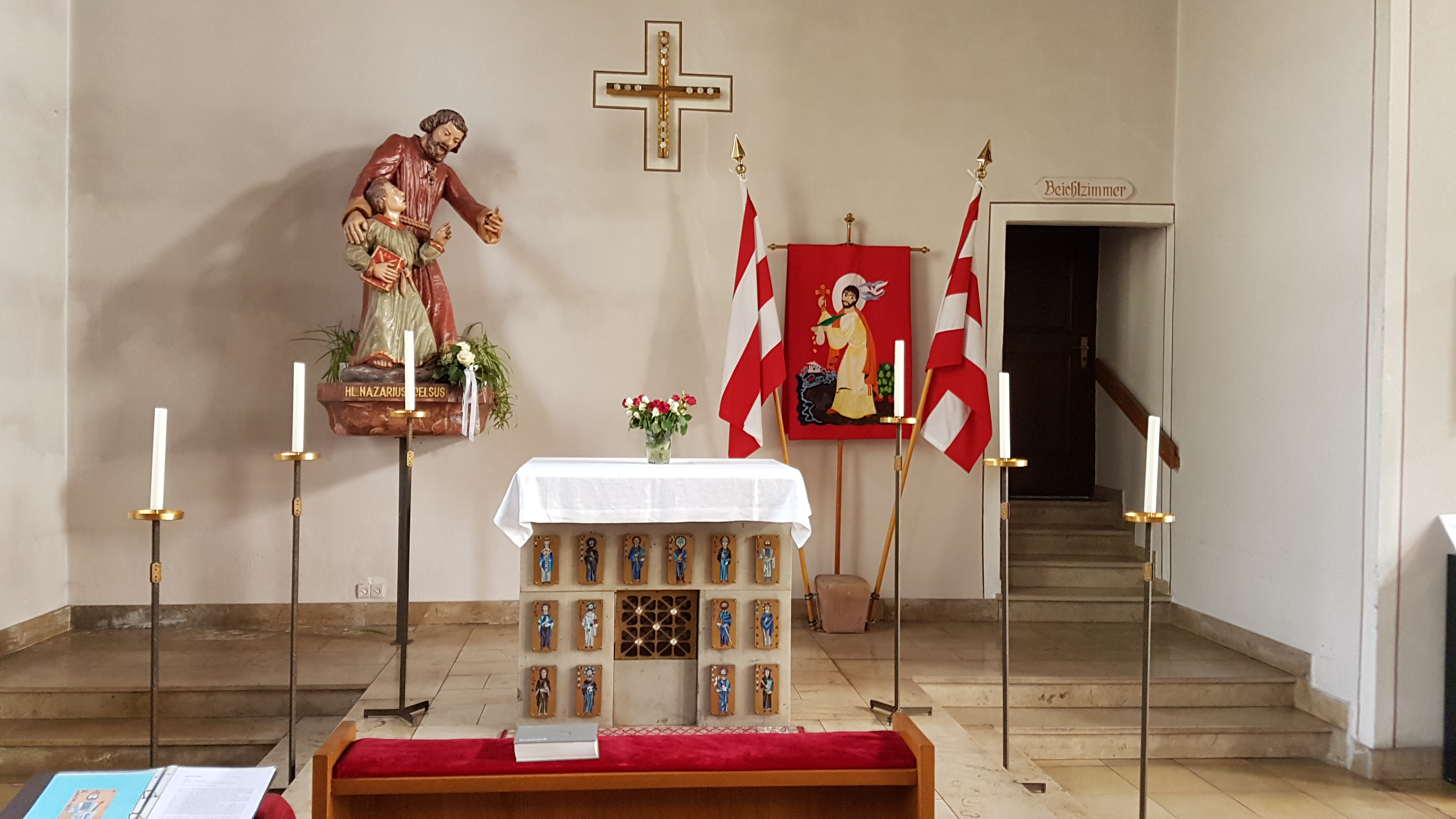
Skulptur hl. Nazarius und hl. Celsus und Reliquienaltar in der St.-Nazarius-Kirche in Lorsch/Südhessen

Ein Jahr nach der Gründung des Klosters Lorsch, am 11. Juli 764, fand unter großer Anteilnahme des Adels und des Volkes die Wallfahrt vom Wasgenwald (Pfälzerwald) zum Kloster Lorsch statt: unter Hymnen und feierlichen Gesängen trugen unter anderem die Grafen Cancor (vom Oberrheingau) und Warin (vom Ladengau) den Schatz des heiligen Körpers auf ihren eigenen Schultern inmitten einer großen Volksmenge „an den vom Himmel vorgesehenen Ort“. Die Anwesenheit der Reliquien des heiligen Nazarius führte rasch zu kleineren und größeren Schenkungen an das Kloster Lorsch meist mit der Formulierung „auf immer an den heiligen Märtyrer Nazarius“, also den neuen Schutzheiligen der Abtei. Schon beim Tode des ersten Abtes Gundeland im Dezember 788 hatten schon mehr als 1400 Schenkungen an das Kloster St. Nazarius stattgefunden, welche im Lorscher Codex festgehalten wurden. Von der holländischen Nordsee (Hattem) mehr oder weniger am Rhein entlang bis hinein in die Schweiz (Chur) fanden Schenkungen und Gütertraditionen an Nazarius statt. Auf viele dieser Schenkungen geht die erste urkundliche Nennung der entsprechenden Ortschaft zurück. Das Kloster profitierte enorm von dieser Entwicklung.
In der Folge verbreitete sich der Nazarius-Kult besonders im Bereich der Bergstraße, wo der Märtyrer im späten 8. Jahrhundert wohl der bedeutendste Heilige überhaupt wurde und eine ganze Reihe von Nazariuskirchen entstand (siehe Nazariuskirche). Mit dem 12. Jahrhundert beginnend ging die Verehrung des Heiligen allerdings wieder etwas zurück. Heute ist beispielsweise noch in Ober-Roden, einem Stadtteil von Rödermark in Hessen, die katholische Kirche dem heiligen Nazarius geweiht und das Ortswappen zeigt sein Schwert.
Im Zusammenhang mit der Einführung der Reformation in der Kurpfalz 1566 gingen die Lorscher Nazarius-Reliquien verloren; vermutlich wurden sie verkauft. Anderen Angaben zufolge verschwanden die Reliquien erst im Dreißigjährigen Krieg bei der Zerstörung des Klosters durch die Schweden. Anlässlich der 1200-Jahr-Feier der Gründung des Klosters Lorsch und damit der urkundlichen Ersterwähnung von Lorsch feierte die katholische Gemeinde St. Nazarius Lorsch das Jubiläum mit der Aufstellung eines neuen Reliquienaltars. Aus Mailand hatte man eine beglaubigte Reliquie aus dem Schädel des heiligen Nazarius bekommen, welche in diesen Altar eingesetzt wurde.